# تنام الأفكار الخضراء عديمة اللون غاضبة
تنام الأفكار الخضراء عديمة اللون غاضبة (بالإنجليزية: Colorless green ideas sleep furiously) هي جملةٌ أنشأها نعوم تشومسكي وقدّمها في كتابه «بنى نحوية» الصادر سنة 1957. أراد تشومسكي بهذه الجملة التمييز بين النحو والدلالة؛ فمع أنّ الجملة مُستقيمةٌ نحويّاً، إلّا أنّه لا يُمكن استخلاص أيّ معنى منها. استخدم تشومسكي هذه الجملة ابتداءً في أطروحته «البنية المنطقية للنظرية اللسانية» عام 1955، ومن ثمّ في بحثه الذي صدر عام 1956 بعنوان «ثلاثة نماذج لوصف اللغة».